# 胡戈·拉松
胡戈·伊曼紐·拉松（瑞典語：Hugo Emanuel Larsson，2004年6月27日—），瑞典職業足球員，司職中場，現效力德甲俱樂部法兰克福和瑞典國家足球隊。

## 俱樂部生涯

### 馬模
拉松在2004年6月27日出生於斯瓦特，並在SoGK哈爾洛開始其足球員生涯，隨後於12歲時與馬模簽下青訓合約。2022年2月20日，在瑞典盃對上加爾斯的比賽中於下半場補時階段替補登場，首次代表馬模一線隊上陣，為球隊穩住5–1的大勝。拉松及後在同年4月11日1–1迫和艾夫斯堡的比賽中達成第一次瑞超聯亮相 ，至於首粒聯賽進球則在2022年11月6日對陣迪加科斯實現。過往的瑞超聯班霸馬爾摩在2022年賽季遭遇滑鐵盧，僅排在聯賽第七位。儘管如此，在各項賽事上陣46場的拉松仍憑藉突出表現獲得注目，還贏得瑞超聯年度最佳年青球員獎。在其最後一場代表「天藍軍團」的主場比賽中，拉松先開紀錄，助馬爾摩以5–0擊敗迪加科斯。他在82分鐘被換下場時獲全場觀眾起立鼓掌。

### 法蘭克福
2023年5月29日，拉松加盟德甲球會法兰克福，合約為期五年，費用雖未公開，但據報創下瑞超聯的轉會費紀錄。他隨後在同年7月1日德甲轉會窗開始後正式加盟「法鷹」。

## 國家隊生涯
在被成年國家隊徵召前，拉松曾為瑞典U19和U21上陣。他在2023年1月9日2–0擊敗芬蘭的友賽中以正選身份首次代表「北歐海盜」亮相，直至68分鐘才被奧馬爾·法拉傑換下。

## 生涯數據

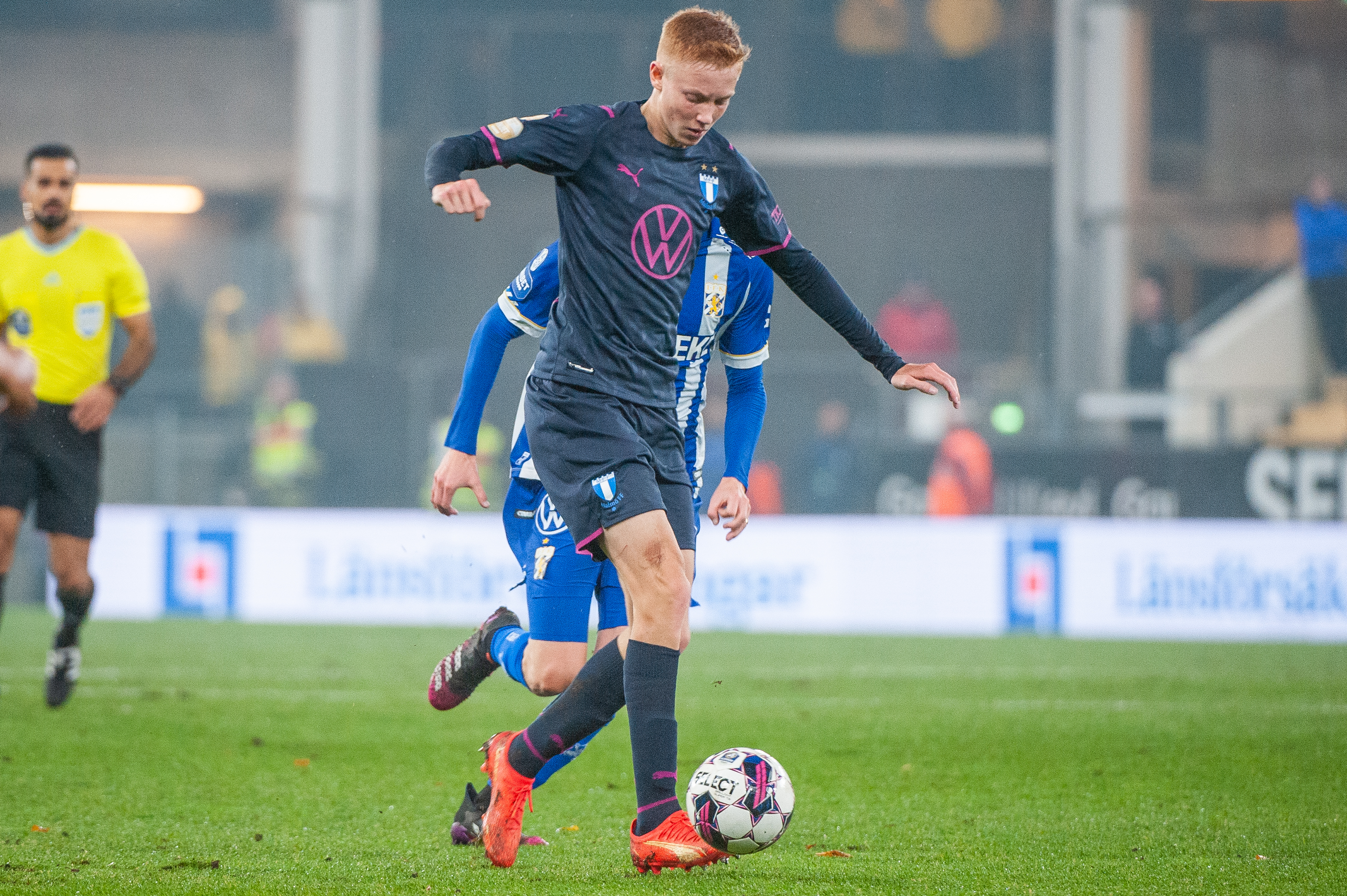
2022年為馬模披甲的拉爾森

### 俱樂部
| 俱樂部   | 球季     | 聯賽     | 聯賽 | 聯賽 | 盃賽 | 盃賽 | 州際賽 | 州際賽 | 其他 | 其他 | 總計 | 總計 |
| 俱樂部   | 球季     | 聯賽     | 上陣 | 進球 | 上陣 | 進球 | 上陣   | 進球   | 上陣 | 進球 | 上陣 | 進球 |
| -------- | -------- | -------- | ---- | ---- | ---- | ---- | ------ | ------ | ---- | ---- | ---- | ---- |
| 馬模     | 2022     | 瑞超聯   | 27   | 1    | 6    | 0    | 13     | 0      | —    | —    | 46   | 1    |
| 馬模     | 2023     | 瑞超聯   | 12   | 2    | 3    | 0    | —      | —      | —    | —    | 15   | 2    |
| 馬模     | 總計     | 總計     | 39   | 3    | 9    | 0    | 13     | 0      | 0    | 0    | 61   | 3    |
| 生涯總計 | 生涯總計 | 生涯總計 | 39   | 3    | 9    | 0    | 13     | 0      | 0    | 0    | 61   | 3    |

1. 1 2  瑞典盃
2. ↑  歐霸盃與歐冠

### 國家隊
| 國家隊 | 年份 | 上陣 | 進球 |
| ------ | ---- | ---- | ---- |
| 瑞典   | 2023 | 2    | 0    |
| 總計   | 總計 | 2    | 0    |

## 榮譽
馬模
- 瑞典盃：2021–22

### 個人
- 瑞超聯年度最佳年青球員：2022[8]

## 外部連結
- Soccerway資料庫：胡戈·拉松